# Brad Thomas
Bradley Richard Thomas dit Brad Thomas, né le 22 octobre 1977 à Sydney en Australie, est un joueur australien de baseball évoluant en Ligue majeure de baseball. International australien, Thomas compte une sélection au match des étoiles de la Ligue coréenne (2008), un titre de champion du Japon (2006) et une Série d'Asie (2006).

## Biographie
Brad Thomas est recruté comme agent libre amateur le 2 juillet 1995 par les Dodgers de Los Angeles. Il joue en 1996 avec l'équipe de Ligues mineures des Great Falls Dodgers (R) avant d'être libéré par les Dodgers en mai 1997. Il signe alors chez les Twins du Minnesota où il passe quatre saisons en Ligues mineures. Durant l'été 2000, il participe avec l'équipe d'Australie au tournoi olympique de baseball aux Jeux de Sydney.
Il fait ses débuts en Ligue majeure le 26 mai 2001. Il dispute cinq parties en 2001 comme lanceur partant avec les Twins et reste principalement cantoné en Ligues mineures. Après une saison 2002 entièrement jouée en Ligues mineures, Thomas retrouve les terrains de la Ligue majeure occasionnellement : 3 matchs en 2003 et en début de saison 2004, tous comme lanceur de relève.
Transféré le 21 avril 2004 chez les Red Sox de Boston, Thomas doit se contenter d'évoluer en Ligues mineures. Il est libéré de son contrat au terme de la saison 2004 et rejoint alors le Championnat du Japon (NPB). Il joue pour les Hokkaido Nippon Ham Fighters en 2005 et 2006. Avec Hokkaido, Thomas remporte le titre japonais et la Série d'Asie en 2006.
À la suite de cette bonne expérience japonaise, Thomas tente un retour aux États-Unis où il signe avec les Mariners de Seattle pour la saison 2007. Il ne dispute aucun match de Ligue majeure sous l'uniforme des Mariners et est libéré de son contrat à la fin de la saison. Après cette décevante saison, il participe avec l'équipe d'Australie à la Coupe du monde 2007.
Retour en Asie pour Thomas qui s'engage dans le Championnat de Corée (KBO) avec les Hanwha Eagles (2008–2009). En 2008, il devient le premier lanceur non Coréen à passer la marque des 30 sauvetages en une saison (31) et est sélectionné au match des étoiles de la ligue coréenne au poste de stoppeur. 
Thomas dispute également la Classique mondiale de baseball 2009 avec l'équipe d'Australie en février 2009. Il ne joue qu'une manche en relève. 
Deuxième retour aux États-Unis à la fin de l'automne 2009 : Thomas signe chez les Tigers de Détroit le 7 décembre 2009. À sa première année pour les Tigers en 2010, il remporte six de ses huit décisions et présente une moyenne de points mérités de 3,89 en 69 manches et un tiers lancées. En 2011, sa moyenne s'élève cependant à 9,00 en seulement 12 matchs joués. À la mi-mai, il ressent des douleurs au bras et est placé sur la liste des blessés. Les choses ne s'améliorent pas après un séjour en Triple-A pour reprendre la forme chez les Mud Hens de Toledo. Il est alors placé sur la liste des joueurs blessés pour le reste de l'année.

## Statistiques
| Saison | Équipe    | G  | GS | CG | SHO | V | D | SV | IP   | SO | ERA   |
| ------ | --------- | -- | -- | -- | --- | - | - | -- | ---- | -- | ----- |
| 2001   | Minnesota | 5  | 5  | 0  | 0   | 0 | 0 | 2  | 16.1 | 6  | 9,37  |
| 2003   | Minnesota | 3  | 0  | 0  | 0   | 0 | 0 | 1  | 4.2  | 2  | 7,71  |
| 2004   | Minnesota | 3  | 0  | 0  | 0   | 0 | 0 | 0  | 2.2  | 0  | 16,88 |
| 2010   | Détroit   | 49 | 2  | 0  | 0   | 6 | 2 | 0  | 69.0 | 30 | 3,89  |
| Totaux | Totaux    | 60 | 7  | 0  | 0   | 0 | 6 | 5  | 93.0 | 38 | 5,42  |

Note : G = Matches joués ; GS = Matches comme lanceur partant ; CG = Matches complets ; SHO = Blanchissages ; 
V = Victoires ; D = Défaites ; SV = Sauvetages ; IP = Manches lancées ; SO = Retraits sur des prises ; ERA = Moyenne de points mérités.